# Barton Hills
Barton Hills – wieś w Stanach Zjednoczonych, w stanie Michigan, w hrabstwie Washtenaw.